# Дівиця (фільм)
«Діви́ця» (англ. Damsel) — американський трагікомедійний фільм-вестерн 2018 року, поставлений режисерами Девідом і Нейтаном Зеллнерами з Робертом Паттінсоном та Міа Васіковською у головних ролях. Світова прем'єра срічки відбулася 23 січня 2018 на кінофестивалі «Санденс» у США. Фільм було відібрано для участі в конкурсній програмі 68-го Берлінського міжнародного кінофестивалю 2018 року .

## Сюжет
Семюел Алебастер подорожує уздовж західного кордону США, щоб дістатися до нареченої Пенелопи, проте на шляху зустрічає безліч перешкод.

## У ролях
| • Роберт Паттінсон  | … | Семюел             |
| • Міа Васіковська   | … | Пенелопа           |
| • Девід Зеллнер     | … | Парсон Генрі       |
| • Роберт Форстер    | … | старий проповідник |
| • Нейтан Зеллнер    | … | Руфус Корнелл      |
| • Гейб Касдорф      | … | Антон Корнелл      |
| • Джозеф Біллінджир | … | Захарія            |
| • Морган Ланд       | … |                    |
| • Рей Келлегер      | … |                    |
| • Гері Брукінс      | … |                    |

## Знімальна група
- Автор сценарію — Девід Зеллнер, Нейтан Зеллнер
- Режисер-постановник — Девід Зеллнер, Нейтан Зеллнер
- Продюсер — Роберт Крістофер Олсон, Девід Зеллнер, Нейтан Зеллнер
- Виконавчий продюсер — Джим Рів, Роберт Голмі мол.
- Співпродюсер — Зак Карлсон
- Оператор — Адам Стоун
- Монтаж — Мельба Робішо
- Художник-постановник — Скотт Кузіо
- Художник з костюмів — Террі Андерсон
- Художник-декоратор — Олівія Піблз
- Артдиректор — Майлз Майкл

## Нагороди та номінації
| Список нагород та номінацій           | Список нагород та номінацій | Список нагород та номінацій | Список нагород та номінацій | Список нагород та номінацій | Список нагород та номінацій |
| Кінофестиваль/Кінопремія              | Рік                         | Категорія                   | Номінант(и)                 | Результат                   | Дж                          |
| ------------------------------------- | --------------------------- | --------------------------- | --------------------------- | --------------------------- | --------------------------- |
| Берлінський міжнародний кінофестиваль | 2018                        | Золотий ведмідь             | Дівиця                      | Номінація                   | [ 6 ]                       |
| Асоціація кінокритиків Остіна         | 2019                        | Остінська кінопремія        | Дівиця                      | Номінація                   |                             |
| Американський кінофестиваль           | 2019                        | Приз глядацьких симпатій    | Дівиця                      | Номінація                   |                             |